# Giuseppe Zenti
Giuseppe Zenti (San Martino Buon Albergo, 7 marzo 1947) è un vescovo cattolico italiano, dal 2 luglio 2022 vescovo emerito di Verona.

## Biografia
Nasce a San Martino Buon Albergo, in provincia e diocesi di Verona, il 7 marzo 1947.

### Formazione e ministero sacerdotale
Frequenta il seminario vescovile della diocesi di Verona.
Il 26 giugno 1971 è ordinato presbitero, nella chiesa di San Martino Vescovo a San Martino Buon Albergo, dal vescovo Giuseppe Carraro.
Dopo l'ordinazione inizia il suo ministero presso il paese natale; prosegue poi gli studi all'Università di Padova dove si laurea in Lettere classiche nel 1975 con una tesi su "Le Sedi apostoliche in Sant'Agostino".
Dal 1974 al 1993 opera nel seminario minore di San Massimo all'Adige, oltre ad insegnare lettere e ricoprire la carica di vicerettore alle medie e al ginnasio-liceo "Gian Matteo Giberti". Nel 1989 è nominato pro-rettore del seminario.
Dal 1993 al 1997 è parroco di Santa Maria Immacolata in Borgo Milano (Verona), prima di essere trasferito a Legnago, dove rimarrà fino al 25 gennaio 2002, quando viene nominato vicario generale della diocesi.

### Ministero episcopale

#### Vescovo di Vittorio Veneto
Il 3 dicembre 2003 Giovanni Paolo II lo nomina vescovo di Vittorio Veneto; succede ad Alfredo Magarotto, dimessosi per raggiunti limiti di età. L'11 gennaio 2004 riceve l'ordinazione episcopale, nella cattedrale di Verona, dal vescovo Flavio Roberto Carraro, co-consacranti i vescovi Alfredo Magarotto e Giuseppe Amari. Il 1º febbraio seguente prende possesso della diocesi.
Nei suoi anni di episcopato in terra trevigiana è intervenuto più volte sui quotidiani locali (Il Gazzettino e La Tribuna di Treviso), invitando Unabomber ad un faccia a faccia privato.
Scrive, inoltre, due lettere aperte a Romano Prodi ottenendo sempre risposta: la prima volta durante la campagna elettorale del 2006 per chiedere attenzione alla famiglia nel suo programma; la seconda nel settembre dello stesso anno, esprimendo il concetto che il lavoro precario scoraggerebbe i giovani a sposarsi. A questa lettera rispondono, criticamente, il senatore Maurizio Sacconi, il presidente di Confindustria Treviso Andrea Tomat e don Antonio Mazzi, seguiti a ruota dal Presidente del Consiglio.
Prendendo spunto anche dalla controversia sulla lezione di Ratisbona di papa Benedetto XVI afferma come solo partendo dall'ermeneutica e dall'esegetica è possibile instaurare un dialogo tra le religioni.
Nel dicembre 2006, come altri presbiteri veneti, si è scagliato pubblicamente contro la figura di Babbo Natale:
(Giuseppe Zenti, articolo pubblicato dal settimanale diocesano L'Azione, 3 dicembre 2006)

#### Vescovo di Verona
L'8 maggio 2007, una settimana dopo aver incontrato a Roma papa Benedetto XVI con tutti i vescovi del Triveneto, comunica la sua nomina a vescovo di Verona, succedendo così a Flavio Roberto Carraro, ritiratosi per limiti di età. Il 30 giugno successivo prende possesso della diocesi.
Il 26 marzo 2011 conferisce l'ordinazione episcopale a Giuseppe Pellegrini, suo vicario generale, chiamato alla guida della diocesi di Concordia-Pordenone.
Il 14 maggio 2015, a poco più di due settimane dalle elezioni regionali, invia agli insegnanti di religione della diocesi un'e-mail "confidenziale" con una chiara indicazione di voto a favore di una candidata leghista, "convinto che molti ne condividano il programma formalmente e pubblicamente espresso", suscitando però molte polemiche. Scusatosi, dichiara di aver segnalato la candidata perché "preoccupato per il sociale debole, cioè i poveri, e per le scuole paritarie cattoliche". Il 27 maggio, intervenendo telefonicamente ad una trasmissione televisiva, accusa il proprio portavoce, che aveva sottolineato che la candidata leghista non rappresenta la Chiesa veronese e che "tanti cattolici […] non si sono trovati d'accordo con quanto accaduto", di parlare male di lui e di dire "delle sciocchezze".
Il 18 giugno 2022, durante la campagna elettorale per le elezioni comunali, invia ai confratelli della diocesi una lettera indicante i temi a cui prestare attenzione nei programmi dei candidati. In particolare, secondo Zenti, non si sarebbe dovuto votare a favore di chi afferma il gender nelle scuole, l'aborto, l'eutanasia. La lettera provoca le proteste di Don Marco Campedelli, insegnante di religione presso il Liceo Scipione Maffei di Verona; in risposta, Zenti sospende Campedelli dal suo incarico di insegnante di religione. Don Campedelli sarà poi reintegrato nel suo incarico dallo stesso Zenti.
Il 2 luglio 2022 papa Francesco accoglie la sua rinuncia, presentata per raggiunti limiti di età, al governo pastorale della diocesi di Verona; gli succede Domenico Pompili, fino ad allora vescovo di Rieti. Rimane amministratore apostolico della diocesi fino al 1º ottobre, giorno dell'ingresso del suo successore.

## Genealogia episcopale e successione apostolica
La genealogia episcopale è:
- Cardinale Scipione Rebiba
- Cardinale Giulio Antonio Santori
- Cardinale Girolamo Bernerio, O.P.
- Arcivescovo Galeazzo Sanvitale
- Cardinale Ludovico Ludovisi
- Cardinale Luigi Caetani
- Cardinale Ulderico Carpegna
- Cardinale Paluzzo Paluzzi Altieri degli Albertoni
- Papa Benedetto XIII
- Papa Benedetto XIV
- Papa Clemente XIII
- Cardinale Marcantonio Colonna
- Cardinale Giacinto Sigismondo Gerdil, B.
- Cardinale Giulio Maria della Somaglia
- Cardinale Carlo Odescalchi, S.I.
- Cardinale Costantino Patrizi Naro
- Cardinale Lucido Maria Parocchi
- Papa Pio X
- Cardinale Gaetano De Lai
- Cardinale Raffaele Carlo Rossi, O.C.D.
- Cardinale Amleto Giovanni Cicognani
- Cardinale Giovanni Benelli
- Cardinale Silvano Piovanelli
- Vescovo Flavio Roberto Carraro, O.F.M.Cap.
- Vescovo Giuseppe Zenti

La successione apostolica è:
- Vescovo Giuseppe Pellegrini (2011)

## Araldica
| Stemma | Descrizione |
| ------ | --- |
|        | A sinistra, in alto, vi è la Croce di Gesù Cristo, ad indicare l'amore effuso da Gesù per la Chiesa; il monte a tre cime indica la Terra e tutto il popolo abbracciato da Dio; la stella d'argento a cinque punte rappresenta la Madonna, a cui è dedicata la cattedrale di Verona. A destra il pastorale dorato racchiude al centro l'immagine del Gesù Buon Pastore, che indica il compito di guida della diocesi di Verona, affidato a Zenti; il pesce appeso alla lenza è legato alla tradizione veronese. Si dice, infatti, che san Zeno, ottavo vescovo di Verona, pescasse nell'Adige. Il motto Mihi vivere Christus è tratto dalla lettera di San Paolo ai Filippesi. |

## Opere
- La libertà del credente, Venezia, Marcianum Press, 2013
- Cercate il suo volto, Venezia, Marcianum Press, 2014
- Il travaglio della verità in Agostino, Venezia, Marcianum Press, 2016
- La comunione ecclesiale in Agostino, Venezia, Marcianum Press, 2016
- Agostino, un amico affidabile, Venezia, Marcianum Press, 2017
- Alla scoperta delle Confessioni di Agostino, Venezia, Marcianum Press, 2020
- Alla scoperta della Trinità di Agostino, Venezia, Marcianum Press, 2021